# Tiếng bom Phạm Hồng Thái
Tiếng bom Sa Diện (hay Tiếng bom Phạm Hồng Thái) là vụ ám sát không thành do nhà cách mạng người Việt Nam là Phạm Hồng Thái thực hiện với mục tiêu là Toàn quyền Đông Dương thuộc Pháp Martial Merlin. Vụ việc này diễn ra tại tô giới Sa Diện, thành phố Quảng Châu, tỉnh Quảng Đông, Trung Hoa Dân Quốc vào ngày 19 tháng 6 năm 1924.

## Bối cảnh

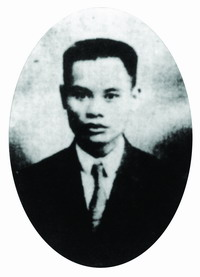
Phạm Hồng Thái
(1895/1896-1924)

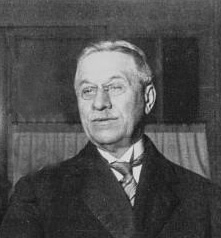
Martial Merlin năm 1923

Phạm Hồng Thái là một nhà hoạt động trong phong trào Đông Du ở Đông Dương thuộc Pháp, có tư tưởng chống lại nhà cầm quyền thực dân Pháp. Năm 1923, Phạm Hồng Thái từng giáp mặt Toàn quyền Đông Dương Martial Henri Merlin ở Hải Phòng, Bắc Kỳ. Tổ chức Tâm Tâm Xã muốn giết viên chức thuộc địa này để gây thanh thế. Vì ông được sự hỗ trợ của Lê Hồng Sơn nên đã nhận nhiệm vụ thực hiện sứ mạng này.
Năm 1924, Merlin có chuyến công du sang Nhật Bản để điều đình việc trục xuất các nhà cách mạng Việt Nam. Trên đường từ Nhật Bản về Đông Dương thuộc Pháp, Merlin dừng lại thăm khu tô giới Sa Diện ở thành phố Quảng Châu, tỉnh Quảng Đông, Trung Hoa Dân Quốc và sẽ dự tiệc vào tối ngày 19 tháng 6 năm 1924.
Tô giới Sa Diện là một đảo sông nhân tạo do nhà Thanh nhượng cho Anh và Pháp chia phần nhau từ nửa sau thế kỷ 19. Hai nước này đều thiết lập lãnh sự quán trên đảo. Ngoài ra còn có nhiều tòa lãnh sự và biệt thự hãng buôn của các nước châu Âu cũng như Nhật Bản và Hoa Kỳ, bên cạnh các công trình tôn giáo, ngân hàng, khách sạn, công viên,...

## Diễn biến
| X Vị trí khách sạn Victoria (chữ X màu đỏ) trên phần tô giới Sa Diện thuộc Anh, nơi diễn ra vụ "Tiếng bom Sa Diện". |

Ngày 19 tháng 6 năm 1924, Phạm Hồng Thái giả dạng ký giả vào Khách sạn Victoria nơi Merlin hiện diện. Đây là một khách sạn tọa lạc tại phần tô giới của Anh, ban đầu là trụ sở của Ngân hàng HSBC vào giữa thế kỷ 19, sau đó trở thành Khách sạn Victoria vào cuối thế kỷ 19. Ngày nay khách sạn này trở thành Khách sạn Thắng Lợi Quảng Đông (tiếng Trung: 广东胜利宾馆, tiếng Anh: Guangdong Victory Hotel).
Đúng 19 giờ 30 phút, Phạm Hồng Thái đã ném một quả lựu đạn (tạc đạn) được ngụy trang trong một chiếc máy ảnh vào giữa bàn tiệc. Tuy nhiên, vụ ám sát không thành; Merlin thoát chết. Năm người tử vong là: vợ chồng P. C. Demaretz, Giám đốc hãng General Silk Importing Co. of New York; E. Rougeau, phụ tá cho Ngân hàng Đông Dương; Pelletier, phụ tá cho hãng Varenne & Proton và E. Gerin của hãng Messrs. Gerin, Dreward & Co.
Phạm Hồng Thái thoát được khỏi khách sạn nhưng bị truy đuổi gắt gao. Vì không muốn bị bắt nên ông đã nhảy xuống dòng Châu Giang và bị nước cuốn trôi vì kiệt sức. Sự kiện này được nêu tên gọi "Tiếng bom Sa Diện", đã làm chấn động thời sự trong vùng.

## Kết cục
Toàn quyền Merlin dù thoát nạn nhưng vẫn bị thương nhẹ. Vào tháng 12 năm 1924, mặc cho sự phản đối của chính quyền Pháp tại Đông Dương, chính quyền Tôn Trung Sơn của Trung Hoa Dân Quốc vẫn mai táng thi hài của Phạm Hồng Thái tại khu vực mà nay là nghĩa trang liệt sĩ Hoàng Hoa Cương, thành phố Quảng Châu.